# Agnes Jebet Tirop
Agnes Jebet Tirop (* 23. Oktober 1995 in Uasin Gishu; † vor oder am 13. Oktober 2021 in Iten) war eine kenianische Langstreckenläuferin.

## Sportlicher Werdegang
Tirop gewann bei den Juniorenweltmeisterschaften 2012 in Barcelona die Bronzemedaille im 5000-Meter-Lauf. 2013 wurde sie bei den Crosslauf-Weltmeisterschaften in Bydgoszcz Zweite im Juniorinnenrennen und gewann mit Kenia die Mannschaftswertung. Im selben Jahr belegte sie über 5000 Meter den siebten Platz bei den Bislett Games in Oslo und den neunten Platz bei der Weltklasse Zürich. Bei den Juniorenweltmeisterschaften 2014 in Eugene wiederholte sie mit dem dritten Rang im 5000-Meter-Rennen ihren Erfolg von 2012. 2015 siegte sie überraschend bei den Crosslauf-Weltmeisterschaften in Guiyang. Damit wurde sie zur zweitjüngsten Crosslaufweltmeisterin nach der Südafrikanerin Zola Budd.  Bei den Leichtathletik-Weltmeisterschaften 2017 und 2019 errang sie im 10.000-Meter-Finale jeweils die Bronzemedaille.
In den Wochen vor ihrem Tod war sie noch bei Straßenrennen in Herzogenaurach und Genf am Start. Dabei gelang ihr in Herzogenaurach mit 30:01 Minuten ein neuer 10-Kilometer-Weltrekord in einem reinen Frauenrennen.

## Tod
Tirop wurde am 13. Oktober 2021 mit mehreren Stichverletzungen im Bauch oder im Hals tot in ihrer Wohnung gefunden. Ihr Ehemann gilt als Tatverdächtiger und wurde festgenommen.
Im Andenken an Tirop wurde die Nichtregierungsorganisation Tirop’s Angels gegründet, die sich gegen Gewalt an Frauen engagiert.
Nachdem auch die Läuferinnen Damaris Muthee Mutua und Rebecca Cheptegei Opfer von Femiziden wurden, gab die Mitgründerin von Tirop's Angels Joan Chelimo an, dass Sportlerinnen in Kenia aufgrund ihres Einkommens und ihres Status besonders gefährdet seien, Ausbeutung und Gewalt durch Männer zu erfahren.

## Persönliche Bestzeiten
- 3000 m: 8:27,51 min, 30. Juni 2019 in Palo Alto
- 5000 m: 14:20,68 min, 21. Juli 2019 in London
- 10-km-Straßenlauf: 30:01 min (Weltrekord), 12. September 2021 in Herzogenaurach[14]